# Dionizy V (patriarcha Konstantynopola)
Dionizy, nazwisko świeckie Charitonidis (ur. 22 marca 1820 w Adrianopolu, zm. 12 sierpnia 1891 w Konstantynopolu) – grecki biskup prawosławny, patriarcha Konstantynopola w latach 1887–1891.

## Życiorys
Po ukończeniu w 1839 szkoły w rodzinnym Adrianopolu (Edirne) pracował jako nauczyciel, najpierw przez osiem lat w Kırklareli, a następnie w Didimoticho. W 1851 przyjął święcenia diakońskie. Cztery lata później otrzymał tytuł wielkiego archidiakona, zaś w 1856 został wyświęcony na kapłana.
Dwa lata później otrzymał nominację na metropolitę Krety, jednak na wyspie wybuchło greckie powstanie, co uniemożliwiło mu objęcie katedry. Dopiero dziesięć lat później faktycznie został ordynariuszem jednej z eparchii Patriarchatu Konstantynopolitańskiego – metropolitą Didimoticho. W 1871 został locum tenens Patriarchatu po tym, gdy patriarcha Grzegorz VI zrezygnował z urzędu. W 1873 został metropolitą adrianopolskim.
Sprzeciwiał się bułgarskiemu ruchowi narodowo-cerkiewnemu, w Edirne współpracował z władzami tureckimi przeciwko działaniu kształtującego się Egzarchatu Bułgarskiego (utworzonego w 1870). W 1879 został napadnięty w Edirne przez Bułgarów; życie uratowała mu interwencja oficerów rosyjskich. Rok później został przeniesiony na katedrę nicejską, pozostał na niej przez sześć lat, po czym po raz drugi objął zarząd metropolii adrianopolskiej.
W 1887 został wybrany na patriarchę Konstantynopola. Jego elekcja odbyła się w kontrowersyjnych okolicznościach. Kandydaturę Dionizego wspierał premier Grecji Charilaos Trikupis oraz greccy nacjonaliści. Znaczna część wiernych – Greków żyjących w Konstantynopolu – życzyła sobie jednak, by na tron patriarszy powrócił Joachim III, który zrezygnował z urzędu w 1880. Niechętna kandydaturze metropolity nicejskiego była również dyplomacja rosyjska. Dionizy został intronizowany na urząd 26 stycznia 1887.
Głównym problemem Patriarchatu w okresie sprawowania urzędu przez Dionizego była kwestia walki o zachowanie dotychczasowych rozwiązań prawnych dotyczących chrześcijan w Imperium Osmańskim. W 1890 patriarcha zaprotestował przeciwko coraz częstszym przypadkom wtrącania się władz tureckich w funkcjonowanie szkół greckich oraz stawianiu świeckich Greków oraz greckich kapłanów prawosławnych przed sądami tureckimi zamiast kierowania ich spraw do odrębnych sądów. Dionizy V sprzeciwiał się również rozwojowi Egzarchatu Bułgarskiego, w szczególności protestował przeciwko decyzjom sułtana zezwalającym Bułgarom na tworzenie biskupstw w Macedonii. Widząc, że jego skargi nie spotkały się z pozytywną odpowiedzią, 23 lipca 1890 Dionizy V ogłosił rezygnację z urzędu. W tej sytuacji Święty Synod nakazał zamknięcie wszystkich cerkwi Patriarchatu Konstantynopolitańskiego w Imperium Osmańskim, zabronił sprawowania sakramentów i odprawiania nabożeństw poza podstawowymi. Święty Synod i Rada Mieszana przy Patriarchacie Konstantynopolitańskim wezwały do zwołania Soboru Powszechnego, który rozstrzygnąłby kwestię przynależności metropolii w Macedonii i wystąpiłby w obronie praw chrześcijan, którymi tradycyjnie dysponowali w państwie tureckim. Ostatecznie 24 grudnia 1890 wielki wezyr Imperium Osmańskiego ogłosił, że przywileje Patriarchatu pozostawały w mocy. Wówczas Dionizy V powrócił do sprawowania urzędu. W roku następnym zmarł.